# 21. Század Kiadó
A 21. Század Kiadó, magyar könyvkiadó vállalat, melyet 2010-ben hoztak létre elsősorban a kortárs külföldi irodalom magyarországi terjesztése céljából. Azóta magyar szerzőket is megjelentetnek. Fennállásuk óta sok olyan címet hoztak el a hazai könyvesboltokba, amelyek nagy visszhangot kaptak a világban. Mára a magyar könyves szakma jelentős kiadójává váltak. A kiadó székhelye 1025 Budapest, Mecenzéf u. 16.

## Alapítása
2010-ben alapította Bárdos András, újságíró, televíziós műsorvezető, egyetemi docens. Az alapításkor az alapelv az volt, hogy „egy újabb ablakot nyissunk a magyar olvasóknak Európára, Amerikára, a világra, a 21. századra.” A nyugati kortárs irodalom Magyarországra való újabb megjelenési felületének indultak, és azóta is tartják ezt, most már magyar szerzőkkel is kibővülve. 

## Magyar szerzők
A magyar szerző gárda a legsokszínűbb, legkülönfélébb írók összeverődéséből jött létre. Többek között Kordos Szabolcs, Tóth Gábor Ákos, Dezső András, Mautner Zsófi, Maros András, Mucha Dorka.

## Külföldi szerzők
A külföldi szerző gárda nagyobb része amerikai, és brit szerző, bestseller könyvek írói, mint Paula Hawkins, Mary Higgins Clark, Jordan B. Peterson, James Patterson, John Updike, Philip Roth, Paul Auster, Tasmina Perry, Timothy Snyder és Jonathan Franzen.

## Könyvsorozatok

### A KULT sorozat
Meghatározó egység a kiadó repertoárján belül a KULT könyvsorozat, melyben a modern világirodalom legnagyobb bestsellereit vonultatják fel. Többek között Colson Whitehead, Rose Tremain, Michael Chabon, Naomi Alderman, Jim Crace, Sarah Perry, Imogen Hermes Gowar, Gabriel Tallent, Jesmyn Ward, Sally Rooney és Tommy Orange.

### Az Ernest Hemingway életműsorozat
Az utóbbi évek egyik legnagyobb könyvpiaci szenzációja, hogy újra megjelenik a teljes Ernest Hemingway életmű. A kiadó hosszas huzavona után megállapodott a szerző jogutódjaival, a teljes magyar újrakiadást illetően. 

## Külső hivatkozások
- https://21.szazadkiado.hu/rolunk
- https://21.szazadkiado.hu/szerzok-87
- https://lapozza99re.simplecast.com/episodes/bardos-andras-az-olvasas-mindent-tulel-vVd4Xal2